# Ormen Lange

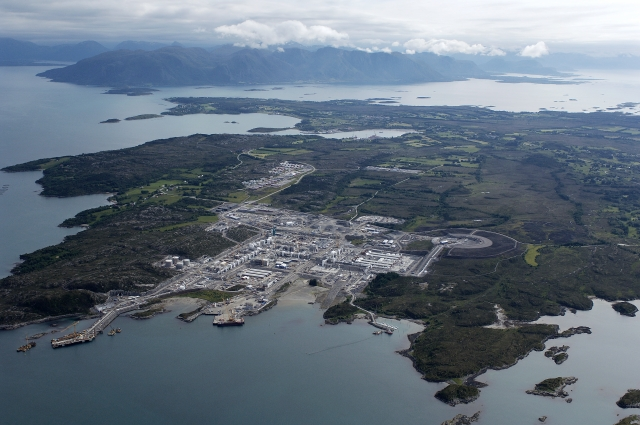
Ormen Lange Nyhamna.

Ormen Lange es el yacimiento de gas natural más largo en proceso de construcción. Está situado en la costa noruega. En concreto, está situado a 120 km al noroeste de Kristiansund, en donde el fondo marino se sitúa entre los 800 y 1.100 metros. La bolsa de gas es de unos 40 km de largo y 8 de ancho y está a unos 3000 m bajo el nivel del mar. Las reservas de gas se han estimado en unos 397.000 millones de m³.
Los costes del proyecto se han estimado en unos 66.000 millones de coronas noruegas (unos 8.173 millones de euros)

## Condiciones naturales
Las condiciones naturales extremas en el lugar (temperaturas bajo cero la mayor parte del año, fuertes corrientes submarinas, fondo marino irregular) han exigido un especial esfuerzo en la tecnología utilizada en el proyecto. 

## Conceptos y soluciones
El yacimiento de Ormen Lange se explotará sin las plataformas offshore convencionales. En su lugar se van a utilizar 24 pozos submarinos distribuidos en cuatro plantas en el fondo del océano, conectadas directamente por dos tubos de 76 cm de diámetro que las enlazarán con una planta de proceso situada en tierra en la costa, concretamente en Nyhamna. Después del procesado el gas se enviará a Easington en Inglaterra a través del gasoducto más largo del mundo, el denominado Langeled.

## Operadores
- Petoro AS: 36%
- Norsk Hydro: 18%
- Norske Shell: 17%
- Statoil: 11%
- DONG Energy: 10%
- Exxon Mobil: 7%

Ormen Lange será operada por Norsk Hydro durante la fase de desarrollo. En la fase de explotación la Norske Shell se convertirá en la operadora.